# Filter (gruppo musicale)
I Filter sono un gruppo industrial rock/post grunge fondato nel 1993 da Richard Patrick (chitarrista dei Nine Inch Nails) e dal chitarrista/programmatore Brian Liesegang.

## Discografia
- 1995 - Short Bus
- 1999 - Title of Record
- 2002 - The Amalgamut
- 2008 - Anthems for the Damned
- 2010 - The Trouble with Angels
- 2013 - The Sun Comes Out Tonight
- 2016 - Crazy Eyes
- 2023 - The Algorithm

## Formazione
- Richard Patrick - voce solista, chitarra, basso, tastiere, programmazione, batteria (1993-oggi)
- Jonathan Radtke - chitarra, cori (2011-2015, 2018-oggi)
- Bobby Miller - basso (2019-oggi), tastiere, programmazione, chitarra (2014-oggi)
- Greg Garman - batteria (2019-oggi)

Ex componenti
- Brian Liesegang - chitarra, tastiere, programmazione (1993-1997, 2018-2019)
- Matt Walker - batteria, percussioni (1995-1997)
- Geno Lenardo - chitarra (1995-2002)
- Frank Cavanagh - basso, cori (1995-2002)
- Steve Gillis - batteria, percussioni (1999-2002)
- Mitchell Marlow - chitarra (2008-2010)
- John Spiker - basso (2008-2010)
- Rob Patterson - chitarra (2010-2011)
- Mika Fineo - batteria, percussioni (2008-2012)
- Jeff Friedl - batteria (2012-2013)
- Elias Mallin - batteria (2012-2013)
- Phil Buckman - basso, cori (2010-2013)
- Jeff Fabb - batteria (2013-2014)
- Tim Kelleher - basso (2013-2015)
- Oumi Kapila - chitarra (2015-2018)
- Ashley Dzerigian - basso (2015-2019)
- Chris Reeve - batteria (2015-2019)